# ヘンリー・ファーナム・バーク
サー・ヘンリー・ファーナム・バーク（英: Sir Henry Farnham Burke KCVO CB FSA、1859年 – 1930年8月21日）は、イギリスの系譜学者、紋章官。1880年にルージュ・クロワ紋章官補に任命された後、通算50年間紋章官を務め、1919年にはガーター主席紋章官に就任した。『バーク貴族名鑑』で知られる紋章官バーナード・バークの長男であり、系譜学者の批判を受けて信用を落とした同書の名誉挽回に一役買った。

## 略歴
バーナード・バーク（1814年 – 1892年）と妻バーバラ・マリア・フランシス（1827年 – 1887年、ジェームズ・マクエヴォイの娘）の長男として、1859年にダブリンで生まれた。弟が6人、妹が1人おり、弟のアシュワース・ピーター・バーク（1864年 – 1919年）は父の死後に『バーク貴族名鑑』と『バーク地主ジェントリ名鑑』の編集者を務め、前者の第62から79版まで（1900年 – 1917年）、後者の第8から11版まで（1894年 – 1906年）の編集者に名を連ねた。
ヘンリー・ファーナム・バークは父と同じく紋章官になり、1880年8月27日、ルージュ・クロワ紋章官補に任命された。1887年1月29日、サマセット紋章官に昇進した。1889年から1893年までアルスター統括紋章官代理および聖パトリック騎士団系譜担当官を務めた。1902年のエドワード7世戴冠式では、高齢のガーター主席紋章官サー・アルバート・ウッズに代わって、式典準備のほとんどを取りしきった。
1911年10月26日、キング・オブ・アームズの一角たるノロイ統括紋章官に昇進した。1919年2月5日、ガーター主席紋章官に昇進した。
1882年、ロンドン考古協会フェローに選出された。1902年8月22日、ロイヤル・ヴィクトリア勲章コマンダーを授与された。1911年6月19日、1911年戴冠式記念叙勲の一環としてバス勲章コンパニオンを授与された。1913年3月7日、バス騎士団系譜担当官に任命された。
1919年2月22日、ロイヤル・ヴィクトリア勲章ナイト・コマンダーを授与された。
著述業では系譜学に関する著作をいくつか出版したほか、系譜学者J・ホレス・ラウンドらの批判で信用を失っていた『バーク貴族名鑑』の編集にも関わり、『オックスフォード英国人名事典』は同書の名誉挽回に一役買ったと評価した。紋章院が2019年に公開した記事でも「父になかった優れた判断力をもたらした」と評価した。
1930年8月21日にロンドンで死去した。サリー州モートレイク（現リッチモンド・アポン・テムズ区に属する）で埋葬された。

## 家族
1885年4月23日、ヘレナ・メアリー・レイ・パーマー（Helena Mary Ray Palmer、1955年4月1日没、ヘンリー・ポラード・パーマーの娘）と結婚、1男1女をもうけた。
- バーバラ・ヘレン・メアリー（1888年2月17日 – 1967年10月23日） - 1912年7月20日、第5代ベリュー男爵エドワード・ヘンリー・ベリュー（1889年2月6日 – 1975年8月8日）と結婚[15]
- ジョン・バーナード・メアリー（1892年11月6日 – 1917年12月1日） - 1912年10月3日、コンスタンス・マリア・カークハム（Constance Maria Kirkham、1886年7月24日 – 1959年6月4日）と結婚、1男をもうけた。第一次世界大戦の戦傷により死去[15]

ジョン・バーナード・メアリー・バークの孫にあたるジョン・バーナード・アンソニー・バーク（1944年8月14日 – ）は2024年時点で存命である。